# Эддингтон (фильм)
«Э́ддингтон» (англ. Eddington) — американский вестерн в жанре чёрной комедии режиссёра Ари Астера. Главные роли в нём сыграли Хоакин Феникс, Педро Паскаль, Люк Граймс, Дирдри ОʼКоннелл, Майкл Уорд, Остин Батлер и Эмма Стоун. Премьера состоялась в рамках основного конкурса Каннского кинофестиваля 2025 года. Фильм вышел в широкий прокат 18 июля 2025 года.

## Сюжет
Действие фильма происходит во время пандемии. В городе на американском Диком Западе разворачивается вражда между мэром и шерифом. Режиссёр охарактеризовал картину как «ансамблевую комедию».

## Актёрский состав
| Актёр                   | Роль                                                   |
| ----------------------- | ------------------------------------------------------ |
| Хоакин Феникс           | Джо Кросс шериф Эддингтона                             |
| Педро Паскаль           | Тед Гарсия мэр города, баллотирующийся на переизбрание |
| Эмма Стоун              | Луиза Кросс жена Джо                                   |
| Остин Батлер            | Вернон Джефферсон Пик                                  |
| Люк Граймс              | Гай                                                    |
| Дирдри ОʼКоннелл        |                                                        |
| Майкл Уорд              | Майкл                                                  |
| Клифтон Коллинз-младший | Лодж                                                   |
| Уильям Белло            |                                                        |
| Кэмерон Манн            | Брайан                                                 |
| Мэтт Гомес Хидака       | Эрик Гарсия                                            |
| Амели Хёферле           | Сара                                                   |
| Робин Каспер            | Мария                                                  |

## Создание и релиз
Ари Астер написал сценарий современного вестерна, который в своё время рассматривал как свой режиссёрский дебют. Он пытался снять фильм в течение пяти лет, прежде чем сперва решил снять картины «Реинкарнация» и «Солнцестояние». Во время продвижения своего третьего фильма «Все страхи Бо» Астер сообщил, что его последующий фильм, скорее всего, будет вестерном, и что он переписал его сценарий таким образом, чтобы действия фильма происходили во время пандемии COVID-19. В январе 2023 года было объявлено, что Эмма Стоун и Кристофер Эбботт сыграют главные роли, и Астер также рассматривает возможность в сотрудничестве с Хоакином Фениксом в работе над фильмом. В августе 2023 года Астер и Феникс разведывали места для съёмок в штате Нью-Мексико. В марте 2024 года Феникс, Стоун, Остин Батлер, Педро Паскаль, Люк Граймс, Дирдри ОʼКоннелл, Майкл Уорд и Клифтон Коллинз-младший присоединились к актёрскому составу фильма, а сам Батлер заменил Эбботта. Продюсерами фильма выступили компании Square Peg и A24. Съёмочный процесс ленты проходил с марта по май 2024 года в городах Альбукерке и Трут-ор-Консекуэнсес, штата Нью-Мексико.
9 апреля 2025 года было объявлено, что Бобби Крлик напишет музыку к фильму, после того как ранее сотрудничал с Астером над фильмами «Солнцестояние» и «Все страхи Бо».
18 июля 2025 года картина вышла в американский прокат. В апреле 2025 года стало известно, что премьера фильма состоится на Каннском кинофестивале.